# Zeitakubyō
Zeitakubyō (ゼイタクビョウ) är det första fullängdsalbumet som släpptes den 21 november 2007 av det japanska rockbandet One OK Rock. Albumet nådde 15 plats på oricon topplistan och var kvar i nio veckor.

## Spår
1. "Naihi Shinsho" ("内秘心書"?)
2. "Borderline"
3. "(You Can Do)Everything"
4. "Yoru ni Shika Sakanai Mangetsu" ("夜にしか咲かない満月"?)
5. "Yume Yume" ("努努-ゆめゆめ"?)
6. "Kagerō" ("カゲロウ"?)
7. "Lujō"
8. "Kemuri" ("ケムリ"?)
9. "Yokubō ni Michi ta Seinendan" ("欲望に満ちた青年団"?)
10. "Et Cetera" ("エトセトラ"?)
11. "A New One for All, All for the New One"